# Автоматична ідентифікаційна система

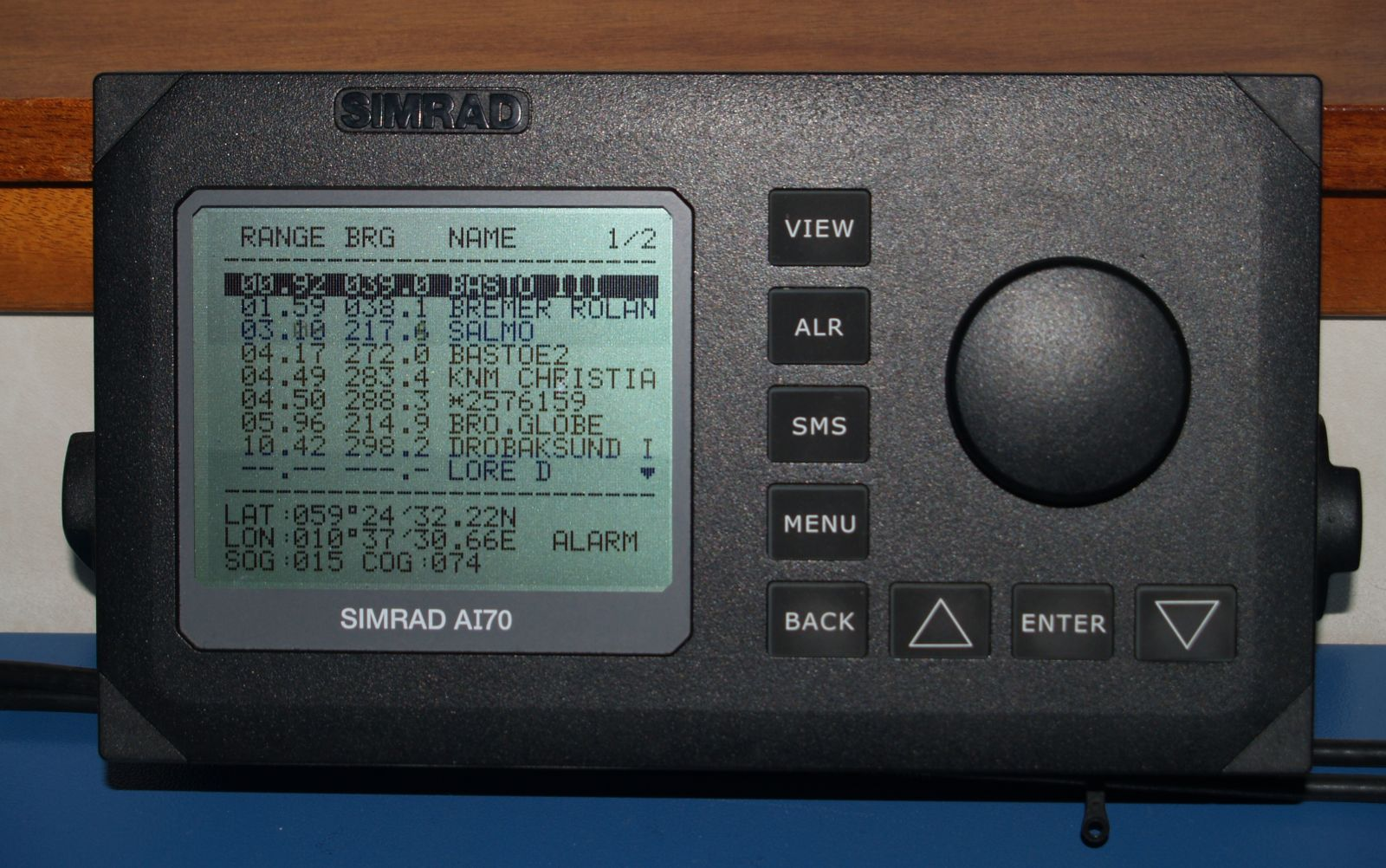
Дисплей суднової АІС (Клас А)

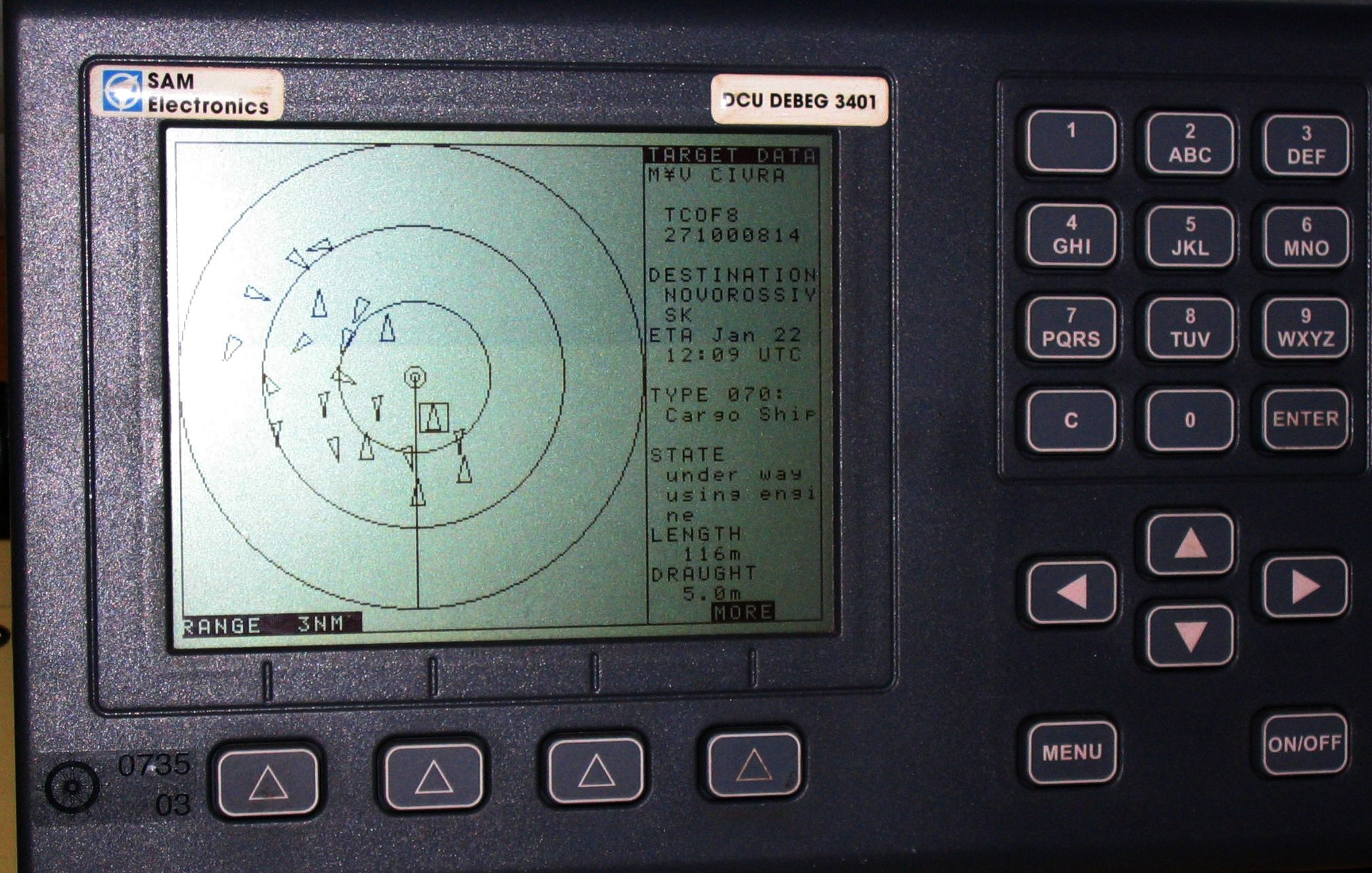
Приймач АІС, з візуалізацією руху суден у вигляді, наближеному до навігаційного радара

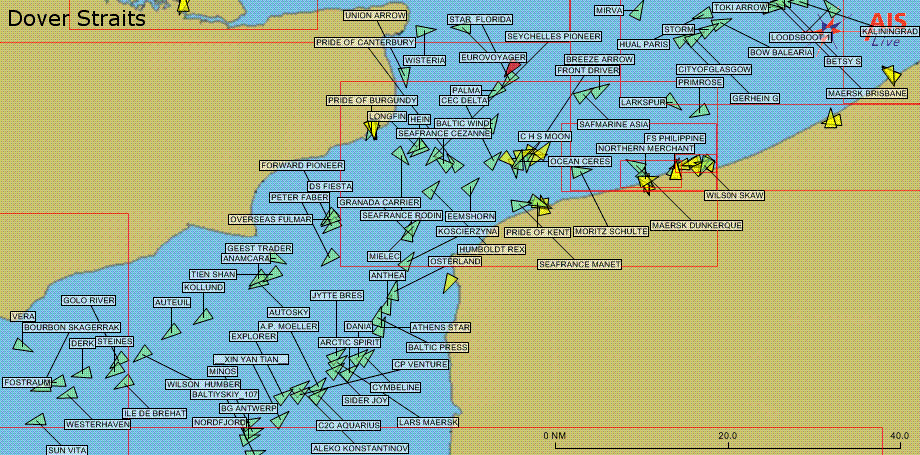
Візуалізація даних з АІС для протоки Ла-Манш

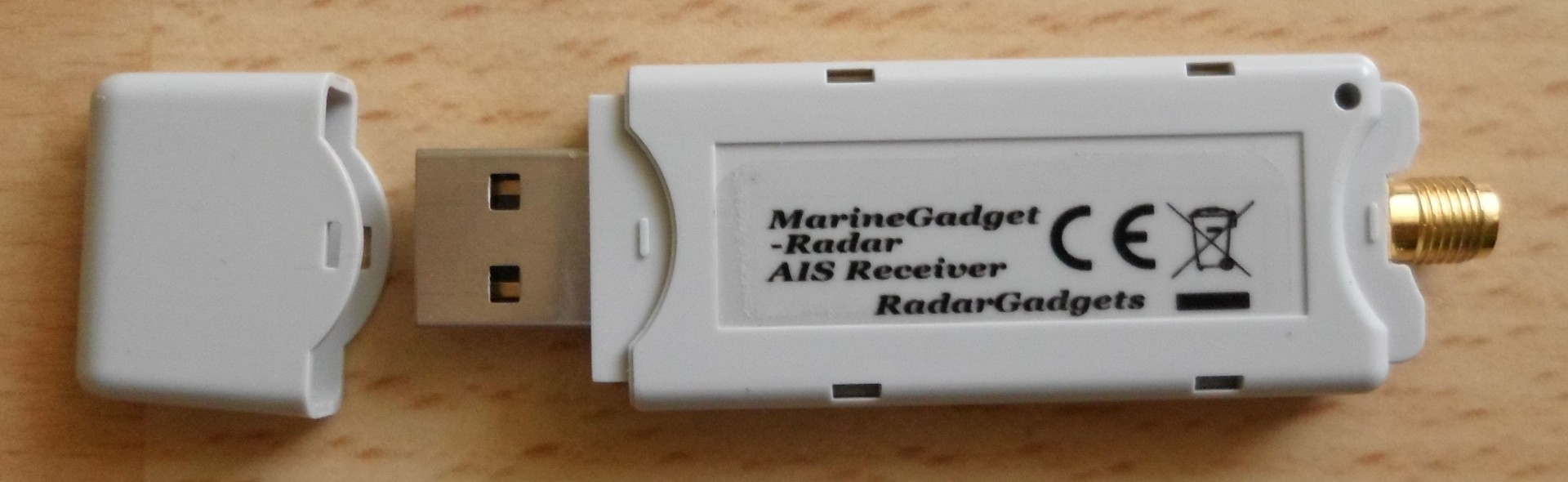
Мініатюрний приймач АІС у вигляді USB-вставки (зовнішня антена підключається через гніздо SMA)

Автомати́чна ідентифікаці́йна систе́ма (АІС, англ. Automatic Identification System, AIS) — у судноплавстві система, що служить для ідентифікації суден, їх габаритів, курсу та інших даних з використанням радіохвиль діапазону дуже високих частот УКХ. Забезпечує автоматичний обмін даними, необхідними для уникнення зіткнень між суднами та ідентифікації судна береговими системами спостереження за рухом суден (англ. Vessel Traffic Service, VTS).
Останнім часом з'явилась тенденція трактувати АІС як «Автоматична інформаційна система», (англ. AIS Automatic Information System), що пов'язане з розширенням функціональності системи у порівнянні з ординарним завданням ідентифікації суден.
Згідно з Конвенцією SOLAS 74/88 АІС є обов'язковою до використання для суден водотоннажністю понад 300 реєстрових тонн, що здійснюють міжнародні рейси, суден водотоннажністю понад 500 реєстрових тонн, що не здійснюють міжнародні рейси, і всіх пасажирських суден. Судна та яхти з меншою водотоннажністю можуть бути обладнані спрощеним приладом класу Б. Передавання даних здійснюється на міжнародних каналах зв'язку AIS 1 та AIS 2 за протоколом SOTDMA (англ. Self-Organising Time Division Multiple Accsess), що дозволяє уникнути взаємного заглушення сигналів від різних абонентів. Застосовується частотна модуляція з маніпуляцією GMSK (англ. Gaussian Minimum Shift Keying).

## Призначення
АІС призначена для підвищення рівня безпеки мореплавства, ефективності судноводіння та роботи центру управління рухом суден, захисту навколишнього середовища, забезпечуючи виконання таких функцій як:
- попередження зіткнень в режимі «судно-судно»;
- отримання компетентними береговими службами інформації про судно і вантаж;
- управління рухом суден в режимі «судно-берег»;
- моніторинг і стеження за суднами, а також в операціях з пошуково-рятувальних служб (англ. search and rescue; SAR).

## Відстані забезпечення зв'язку
Оскільки АІС працює на частотах УКХ, відстань гарантованого зв'язку залежить від висоти встановлення антени. Так для антени, розташованій на висоті 15 м над рівнем моря забезпечується зв'язок на відстані до 15-20 морських миль. У більших суден, у яких антена знаходиться, вище приймають сигнал з відстані близько 40-60 морських миль. В умовах доброго проходження радіохвиль вдається приймати сигнали із суден віддалених навіть на 150 миль.

## Компоненти АІС
АІС містить наступні компоненти:
- УКХ передавач;
- один-два УКХ приймачі;
- приймач системи глобального позиціонування (наприклад: GPS, ГЛОНАСС);
- модулятор/демодулятор (перетворювач даних з аналогової форми у цифрову і навпаки);
- контролер на основі мікропроцесора;
- обладнання вводу-виведення інформації та елементи керування.

## Принцип роботи АІС

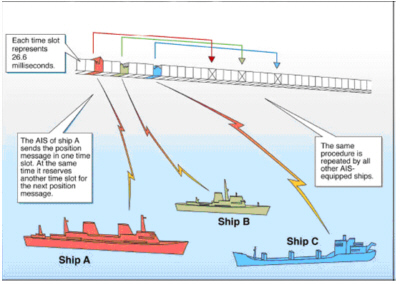
Структура системи берегової охорони США

Робота АІС базується на прийманні та передаванні повідомлень на ультракоротких хвилях. Передавач АІС працює на довших хвилях, ніж радари, що дозволяє проводити обмін інформацією не тільки на прямих відстанях, а й у місцевості, що має перешкоди в вигляді невеликих об'єктів та за несприятливих погодних умов.
Хоча достатньо одного радіоканалу, деякі системи передають і отримують двома радіоканалами для того, щоб уникнути проблем пов'язаних з інтерференцією сигналів і не порушувати комунікацію інших об'єктів.
Повідомлення АІС можуть містити:
- ідентифікаційну інформацію про об'єкт;
- інформацію про стан об'єкта, що отримується автоматично з елементів управління об'єктом (у тому числі з деяких електрорадіонавігаційних приладів);
- інформацію про географічні та часову координати, які АІС отримує від глобальної навігаційної супутникової системи,
- інформацію, що вводиться вручну обслуговчим персоналом об'єкта (пов'язану з безпекою).

Передбачена передача додаткової текстової інформації між терміналами АІС (пейджинг). Передача такої інформації є можливою як на адресу усіх терміналів в радіусі дії, так і одному визначеному терміналу.
Для забезпечення уніфікації і стандартизації АІС у Регламенті радіозв'язку Міжнародним союзом електрозв'язку закріплено для використання у потребах АІС два канали: AIS-1 (87В — 161,975 МГц) та AIS-2 (88В — 162,025 МГц), які повинні використовуватись повсюдно, за виключенням регіонів з особливим частотним регулюванням.
Швидкість передавання цифрової інформації в каналі АІС становить 9600 біт/с.
Робота кожної станції АІС (мобільної або базової) є жорстко синхронізованою за часом UTC з похибкою не більшою за 10 мкс від вбудованого приймача глобальної навігаційної системи. Для передавання інформації використовуються безперервно повторювані кадри тривалістю 1 хвилина, які розбиваються на 2250 слотів (часових інтервалів) тривалістю по 26,67 мс.
Для кодування тексту використовується 6-бітні[які?] коди ASCII.
Відображення інформації про навколишнє оточення у сучасних АІС можливе у 2-х режимах:
- текстовому у вигляді таблиці з переліком розташованих поруч суден та їх даних;
- у вигляді спрощеної схематичної карти, із зображенням взаємного розташування суден і відстаней до них (розраховується автоматично за переданими ними географічними координатами).

АІС входить до переліку обладнання, що в обов'язковому порядку забезпечується безперебійним живленням від акумуляторів.

## Структура повідомлення (клас A)

### Статична інформація
- Номер MMSI (англ. Maritime Mobile Service Identity — дев'ятизначний унікальний ідентифікатор морської рухомої служби).
- Номер Міжнародної морської організації (англ. IMO number — семизначний унікальний номер).
- Радіопозивний (до 7 символів) присвоєний країною реєстрації судна.
- Назва плавучого засобу (до 20 символів).
- Габарити з точністю до метра.
- Тип плавучого засобу
- Тип навігаційної системи позиціонування (GPS, DGPS, LORAN-C чи ГЛОНАСС).

Дані передаються кожні 6 хвилин.

### Динамічна інформація
- Місцезнаходження (широта і довгота) з точністю до 0,0001 мінути.
- Час — секунди часу UTC, коли сформувалися ці дані. Повний формат часу відсутній.
- Курс істинний (відносно ґрунту), курсовий кут з точністю до 0,1° стосовно напряму на північ.
- Істинний курс — від 0 до 359 градусів (наприклад, за гірокомпасом).
- Істинний азимут на власній позиції. Від 0 до 359 градусів.
- Швидкість істинна з точністю до 0,1 вузла (0,19 км/год).
- Кут крену, диференту.
- Кут кільової хитавиці.
- Кутова швидкість повертання (град/хв).
- Навігаційний статус (наприклад: «позбавлений можливості керуватись» або «обмежений у можливості маневрувати» тощо).

Інша інформація від репітеров і датчиків електрорадіонавігаційних приладів і систем.

### Рейсова інформація
- Пункт призначення (макс. 20 символів).
- Час прибуття (англ. ЕТА - estimated time of arrival) — UTC місяць/число година: хвилина.
- Осадка судна — значення з діапазону від 0,1 до 25,5 метра.
- Інформація про вантаж (клас/категорія вантажу).
- Кількість людей на борту.
- Повідомлення для попередження та забезпечення безпеки вантажоперевезення.

Пропускна спроможність кожного каналу — до 2000 повідомлень за хвилину.

## Інтервали передавання повідомлень
| Вид інформації                                       | Інтервал передавання                                                                              |
| ---------------------------------------------------- | ------------------------------------------------------------------------------------------------- |
| Статична інформація                                  | Кожні 6 хвилин, при зміні даних і на вимогу                                                       |
| Динамічна інформація                                 | Згідно з таблицею, що наведена нижче, в залежності від режиму плавання, зміни швидкості та курсу. |
| Інформація про рейс                                  | Кожні 6 хвилин, при зміні даних і на вимогу                                                       |
| Повідомлення, що відносяться до безпеки мореплавання | За необхідності                                                                                   |

| Судно на якорі або в процесі швартування, із швидкістю переміщення не більше 3 вузлів | 3 хвилини     |
| Судно на якорі або в процесі швартування, із швидкістю переміщення понад 3 вузлів     | 10 секунд     |
| Судна, що рухаються зі швидкістю до 14 вузлів                                         | 3 — 10 секунд |
| Судна, що рухаються зі швидкістю від 14 до 23 вузлів                                  | 2 — 6 секунд  |
| Судна, що рухаються зі швидкістю понад 23 вузли                                       | 2 секунди     |
| Спортивні плавзасоби                                                                  | 30 секунд     |

## Нормативні документи
- IEC 62320-1:2009 Maritime navigation and radiocommunication equipment and systems — Automatic identification system (AIS) — Part 1: AIS Base Stations — Minimum operational and performance requirements, methods of testing and required test results.
- IEC 61993-1. First edition. 1999-04. Maritime navigation and radiocommunication equipment and systems -. Part 1: Shipborne automatic transponder system.
- IEC 61993-2:2012(E) Maritime navigation and radiocommunication equipment and systems — Automatic identification systems (AIS) — Part 2: Class A shipborne equipment of the automatic identification system (AIS) — Operational and performance requirements, methods of test and required test results.
- Resolution MSC.43(64) Guidelines and criteria for ship reporting systems [Архівовано 28 серпня 2013 у Wayback Machine.] (Резолюція IMO «Керівництво та критерії до систем суднових повідомлень») (англ.).
- Resolution MSC.74(69) Annex 3 Recommendation on performance standards for heading control systems [Архівовано 28 серпня 2013 у Wayback Machine.]. (Резолюція IMO MSC.74(69) Додаток 3 «Рекомендації по експлуатаційних вимогах до універсальної суднової АІС») (англ.).
- Resolution MSC.43(64) Annex 1 Recommendation on the performance standards for shipborne combimed GPS/GLONASS receiver equipment [Архівовано 28 серпня 2013 у Wayback Machine.]. (Резолюція IMO MSC.74(69) Додаток 1 «Експлуатаційні вимоги до комбінованого суднового приймального обладнання системи ГЛОНАСС/GPS») (англ.).
- Recommendation M.1371-5 (02/2014) Technical characteristics for an automatic identification system using time-division multiple access in the VHF maritime mobile band [Архівовано 15 липня 2014 у Wayback Machine.] (Рекомендації МСЕ М.1371-5 «Технічні характеристики універсальної суднової автоматичної ідентифікаційної системи (АІС), що використовує множинний доступ з часовим розділенням в ультракороткохвильовому діапазоні морської рухомої служби») (англ.).
- Resolution IMO A/917(22) Guidelines for the onboard operational use of shipborne automatic identification systems (AIC) [Архівовано 22 лютого 2016 у Wayback Machine.] (Резолюція ІМО А.917(22) «Керівництво з використання суднової АІС») (англ.)